# العلاقات المجرية الفرنسية
العلاقات المجرية الفرنسية هي العلاقات الثنائية التي تجمع بين المجر وفرنسا.

## مقارنة بين البلدين
هذه مقارنة عامة ومرجعية للدولتين:
| وجه المقارنة                                              | المجر                                                       | فرنسا                                                    |
| --------------------------------------------------------- | ----------------------------------------------------------- | -------------------------------------------------------- |
| المساحة (كم2)                                             | 93.04 ألف                                                   | 643.80 ألف                                               |
| عدد السكان (نسمة)                                         | 9.78 مليون                                                  | 67.12 مليون                                              |
| الكثافة السكانية (ن./كم²)                                 | 105.12                                                      | 104.26                                                   |
| العاصمة                                                   | بودابست                                                     | باريس                                                    |
| اللغة الرسمية                                             | لغة مجرية                                                   | لغة فرنسية                                               |
| العملة                                                    | فورنت مجري                                                  | يورو، فرنك س ف ب، فرنك فرنسي، Livre tournois ‏            |
| الناتج المحلي الإجمالي (بليون دولار)                      | 139.14 مليار                                                | 2.58 تريليون                                             |
| الناتج المحلي الإجمالي (تعادل القوة الشرائية) بليون دولار | 260.42 مليار                                                | 2.87 تريليون                                             |
| الناتج المحلي الإجمالي الاسمي للفرد دولار أمريكي          | 12.36 ألف                                                   | 36.20 ألف                                                |
| الناتج المحلي الإجمالي للفرد دولار أمريكي                 | 25.07 ألف                                                   | 39.33 ألف                                                |
| مؤشر التنمية البشرية                                      | 0.828                                                       | 0.888                                                    |
| رمز المكالمات الدولي                                      | +36                                                         | +33                                                      |
| رمز الإنترنت                                              | .hu                                                         | .fr، .bzh ‏، .tf، .re، .wf، .yt، .pm، .paris              |
| المنطقة الزمنية                                           | ت ع م+01:00، ت ع م+02:00، أوروبا/بودابست ‏، توقيت وسط أوروبا | أوروبا/باريس ‏، توقيت وسط أوروبا، توقيت وسط أوروبا الصيفي |

## مدن متوأمة
في ما يلي قائمة باتفاقيات التوأمة بين مدن مجرية وفرنسية:
- ترتبط زومباثلي مع تور باتفاقية توأمة منذ 1991.
- ترتبط سنكوتارد [الإنجليزية]‏ مع Delle [الإنجليزية]‏ باتفاقية توأمة.
- ترتبط Tarnalelesz [الإنجليزية]‏ مع Charnay-lès-Mâcon [الإنجليزية]‏ باتفاقية توأمة.
- ترتبط Tiszaföldvár [الإنجليزية]‏ مع Hérimoncourt [الإنجليزية]‏ باتفاقية توأمة.
- ترتبط باجا (المجر) مع أرجينتان باتفاقية توأمة.
- ترتبط Siófok [الإنجليزية]‏ مع سان لاورينت دو فار باتفاقية توأمة.
- ترتبط موهاج مع وترلو باتفاقية توأمة.
- ترتبط هدمزوفازارهلي مع فالوريس باتفاقية توأمة منذ 2001.
- ترتبط Erzsébetváros [الإنجليزية]‏ مع نيفير باتفاقية توأمة منذ 2008.
- ترتبط ازترغوم مع كامبريه باتفاقية توأمة منذ 1992.
- ترتبط Komló [الإنجليزية]‏ مع إيرانييه باتفاقية توأمة.
- ترتبط تاتا مع دمري لليس [الإنجليزية]‏ باتفاقية توأمة.
- ترتبط سكسارد مع Bezons [الإنجليزية]‏ باتفاقية توأمة.
- ترتبط كوسيغ مع غرانفيل باتفاقية توأمة منذ 1995.
- ترتبط Mezőtúr [الإنجليزية]‏ مع نانسي باتفاقية توأمة.
- ترتبط كابوشفار مع سان سبستيان سور لوير باتفاقية توأمة منذ 2002.[17][18][19][20]
- ترتبط فاك مع Deuil-la-Barre [الإنجليزية]‏ باتفاقية توأمة.
- ترتبط جيور مع كولمار باتفاقية توأمة منذ 1971.
- ترتبط جاردوني مع ليسكوين باتفاقية توأمة.
- ترتبط بيتش مع ليون باتفاقية توأمة.
- ترتبط Győrújbarát [الإنجليزية]‏ مع Thorigné-Fouillard [الإنجليزية]‏ باتفاقية توأمة.
- ترتبط كيكسكيميت مع مدينة أركوي باتفاقية توأمة منذ 2006.[21][21][21]
- ترتبط Decs [الإنجليزية]‏ مع Cormeilles, Eure [الإنجليزية]‏ باتفاقية توأمة.
- ترتبط Göd [الإنجليزية]‏ مع ماريجنان باتفاقية توأمة.
- ترتبط Sásd [الإنجليزية]‏ مع Pierrelaye [الإنجليزية]‏ باتفاقية توأمة.
- ترتبط Gyönk [الإنجليزية]‏ مع بار لو دوك باتفاقية توأمة منذ 1990.
- ترتبط ميشكولتس مع فالنسيان باتفاقية توأمة منذ 1996.
- ترتبط نيرغهازا مع بايون باتفاقية توأمة منذ 1975.[22][22][23][24]
- ترتبط ايغر مع ماكون باتفاقية توأمة.
- ترتبط دوناوجفاروس مع فيلجويف باتفاقية توأمة.

## منظمات دولية مشتركة
يشترك البلدان في عضوية مجموعة من المنظمات الدولية، منها:
| علم المنظمة | اسم المنظمة                               | تاريخ انضمام المجر | تاريخ انضمام فرنسا |
| ----------- | ----------------------------------------- | ------------------ | ------------------ |
|             | الاتحاد الأوروبي                          | 1 مايو 2004        | 25 مارس 1957       |
|             | وكالة ضمان الاستثمار متعدد الأطراف        | 21 أبريل 1988      | 28 ديسمبر 1989     |
|             | منظمة التعاون الاقتصادي والتنمية          | 7 مايو 1996        | 7 أغسطس 1961       |
|             | الأمم المتحدة                             | 14 ديسمبر 1955     | 24 أكتوبر 1945     |
|             | الوكالة الدولية للطاقة                    | ?                  | ?                  |
|             | الفريق المعني برصد الأرض                  | ?                  | ?                  |
|             | مركز تنسيق الحركة في أوروبا ‏              | ?                  | ?                  |
|             | منظمة حظر الأسلحة الكيميائية              | ?                  | ?                  |
|             | منظمة التجارة العالمية                    | 1995               | 1995               |
|             | منظمة الشرطة الجنائية الدولية             | ?                  | ?                  |
|             | منظمة الأمن والتعاون في أوروبا            | 25 يونيو 1973      | 25 يونيو 1973      |
|             | مؤسسة التنمية الدولية                     | 29 أبريل 1985      | 30 ديسمبر 1960     |
|             | حلف شمال الأطلسي                          | 12 مارس 1999       | 4 أبريل 1949       |
|             | نظام تحكم تكنولوجيا القذائف               | 1993               | 1987               |
|             | يونسكو                                    | 14 سبتمبر 1948     | 4 نوفمبر 1946      |
|             | مجلس أوروبا                               | 6 نوفمبر 1990      | 5 مايو 1949        |
|             | الاتحاد البريدي العالمي                   | ?                  | ?                  |
|             | البنك الدولي للإنشاء والتعمير             | 7 يوليو 1982       | 27 ديسمبر 1945     |
|             | اتفاقية السماوات المفتوحة                 | ?                  | ?                  |
|             | الاتحاد الدولي للاتصالات                  | 1866               | 1866               |
|             | مؤسسة التمويل الدولية                     | 29 أبريل 1985      | 20 يوليو 1956      |
|             | المنظمة الأوروبية لسلامة الملاحة الجوية   | 1992               | 1960               |
|             | المركز الدولي لتسوية المنازعات الاستشارية | 6 مارس 1987        | 20 سبتمبر 1967     |
|             | مجموعة أستراليا                           | 1993               | 1985               |
|             | مجموعة الموردين النوويين                  | ?                  | ?                  |

## أعلام
هذه قائمة لبعض الشخصيات التي تربطها علاقات بالبلدين:
- جان الأول (15 نوفمبر 1316 – 20 نوفمبر 1316)
- فيكتور فازاريلي (9 أبريل 1906[34][35][36] – 15 مارس 1997[37])
- لويس الثاني ملك المجر (1 يوليو 1506 – 29 أغسطس 1526)
- نيكولا ساركوزي (28 يناير 1955[38][39] – )

## وصلات خارجية
- موقع وزارة الخارجية المجرية
- موقع وزارة الخارجية الفرنسية